# Tabletopspel

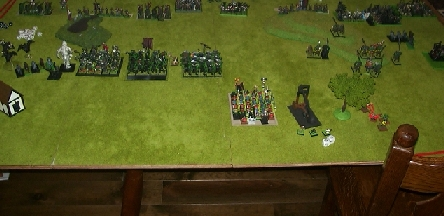
Een tabletopspel

Tabletop wargames, of miniature wargames, zijn een spelvariant van wargames oftewel oorlogsspelletjes. Het woord miniature verwijst naar het gebruik van miniatuursoldaatjes als speelstukken, dit in tegenstelling tot bijvoorbeeld bordspellen of computerspellen. Meestal wordt een miniature wargame gespeeld op een tafel (vandaar de benaming 'tabletop' die soms gebruikt wordt), maar de vloer, een pingpongtafel, een zandtafel, of zelfs de tuin of het terras kan ook geschikt zijn.
De veldslag wordt op het speelveld uitgebeeld met miniatuursoldaatjes uit plastic of metaal. Bij wijze van aankleding wordt er ook gebruikgemaakt van terreinstukken (Engels: scenery). Dit kunnen schaalmodellen van bergen, rivieren, bomen, gebouwen of kastelen zijn. Vaak worden de soldaatjes gedetailleerd geschilderd, en worden scenery-elementen zelf gebouwd. In die zin heeft miniature wargaming wel wat gemeenschappelijk met hobby's zoals modelbouw of modelspoorbanen.
De thema's die aan bod komen kunnen historisch zijn (bijvoorbeeld een napoleontische veldslag), fantasy (bijvoorbeeld een veldslag gebaseerd op de boeken van Tolkien) of sciencefiction (bijvoorbeeld veldslagen gebaseerd op populaire sf-films). Het soort militaire eenheden die in het spel aanwezig zijn, hangen sterk samen met het thema van het spel. Zo zullen bij een spel gebaseerd op een napoleontische veldslag voornamelijk infanterie-, cavalerie-, en artillerie-eenheden op de tafel staan. Bij een spel dat zich afspeelt gedurende de Tweede Wereldoorlog zullen tanks een prominente rol spelen. Bij fantasy-veldslagen zullen dan weer eerder troepen zoals orks, dwergen, draken en tovenaars aanwezig zijn.
Het principe van de meeste miniature wargames is als volgt: De militaire eenheden, voorgesteld door miniatuursoldaatjes, kunnen per beurt een bepaalde afstand op de tafel verplaatst worden en hebben allerlei karakteristieken zoals een aanvallende en verdedigende kracht. De eenheden kunnen met elkaar in gevecht gaan, en trachten elkaar te vernietigen of op de vlucht te jagen. Spelregels bepalen hoe de uitkomst van gevechten worden bepaald (meestal wordt hierbij gebruikgemaakt van dobbelstenen), en hoe men troepen kan bewegen en manoeuvreren over het speelveld.
De samenstelling van de legers die tegen elkaar ten strijde trekken kan sterk afhangen van de gebruikte spelregels. De meeste regelsets hanteren een puntensysteem, waardoor de speler zelf een leger kan samenstellen. Op die manier kunnen legers van ongeveer gelijke sterkte tegen elkaar spelen. Andere systemen hanteren vrijere scenariosystemen, waarbij uitgegaan wordt van een bepaalde beginopstelling van de troepen, en waarbij de legers niet noodzakelijk gelijk in sterkte zijn. Dergelijke scenario's zijn vaak gebaseerd op historische veldslagen. Dit laatste betekent echter niet dat het verloop van de veldslag reeds op voorhand vastligt. Immers, het is aan de spelers om zelf te beslissen hoe en waar troepen worden ingezet, wat sterk kan verschillen met de historische gebeurtenissen waarop het spel ter inspiratie gebaseerd is.
De winnaar wordt bepaald door op voorhand bepaalde objectieven af te spreken. Dit kan inhouden dat het vijandelijke leger moet vernietigd worden, maar evengoed dat een bepaalde heuvel moet ingenomen worden, een konvooi moet begeleid worden, een rivier moet overgestoken worden, enz.
Miniature wargaming als hobby is uitgebreider dan het spel zelf. Het modelbouw aspect (schilderen van soldaatjes, bouwen van terreinstukken) werd reeds eerder vermeld. Voor historische wargames wordt ook dikwijls historisch opzoekwerk verricht, zodat vele wargamers ook een sterke interesse hebben in militaire geschiedenis. Voor fantasy en sciencefiction wargames speelt dit aspect minder een rol, alhoewel een gedegen kennis van de fantasy en sciencefiction werelden waarin de wargames zich afspelen altijd mooi meegenomen is.

## Geschiedenis
Wargames zijn ontstaan als trainingshulpmiddel voor officieren. Vanaf de 18de eeuw werden er varianten van het schaakspel ontwikkeld, die de werkelijke militaire oorlogsvoering beter moesten voorstellen. Aan het begin van de 19de eeuw ontwikkelde het Pruisische leger het 'Kriegsspiel'. 'Kriegsspiel' was een simulatiespel waarbij eenheden voorgesteld werden door blokjes die verplaatst werden over een maquette van het terrein waar de nagespeelde veldslag plaatsvond. Kriegsspiel werd in de loop van de 19de eeuw verder verfijnd, en steeds aangepast aan de militaire ontwikkelingen op het gebied van uitrusting en tactiek.
De Engelse schrijver H.G. Wells heeft de eerste spelregels voor hobbyisten gepubliceerd (Little Wars, 1913). Dit spel voor kinderen was bedoeld om met tinnen speelgoedsoldaatjes te spelen, en was zeker niet bedoeld als trainingshulpmiddel voor officieren. Enkele foto's in dit boek tonen veldslagen die uitgevochten worden in de tuin. Merkwaardig hierbij was dat speelgoedkanonnen gebruikt werden die echte kogeltjes afvuurden waarmee men de vijandige troepen trachtte neer te schieten. Alhoewel Little Wars algemeen beschouwd wordt als de eerste uitgave betreffende hobby-wargaming, zijn er reeds wargames bekend met speelgoedsoldaatjes die gespeeld werden op het einde van de 19de eeuw.
Tussen de beide wereldoorlogen kent wargaming als hobby een sluimerend bestaan, maar begint zich sterk te ontwikkelen in de jaren 60, voornamelijk door diverse boeken die over het onderwerp verschenen, alsook door de goedkopere plastic speelgoedsoldaatjes die op de markt kwamen. Bekende auteurs en pioniers uit die periode zijn onder anderen Tony Bath, Donald Featherstone, Charles Grant en Peter Young. Wargaming in deze jaren beperkte zich voornamelijk tot historische perioden.
In de jaren 70 en 80, onder meer door de populariteit van schrijvers zoals Tolkien, worden fantasy en sciencefiction elementen in wargames steeds populairder. Eerst worden fantasy elementen toegevoegd aan regelsets voor historische perioden, nadien worden regelsets gemaakt specifiek voor fantasy en sciencefiction. Deze toevoeging van fantasy elementen aan historische wargaming zal uitmonden in een nieuwe hobby, fantasy roleplaying. Fantasy roleplaying ontstaat uit skirmish wargaming (een variant waarbij de speler niet met een volledig leger speelt, maar met slechts 1 personage) in het begin van de jaren 70 (o.a. Dungeons & Dragons in 1974 dat geëvolueerd is uit Chainmail, een regelset om miniature wargames uit te vechten met fantasy legers).
Op dit ogenblik (2024) bestaat er een zeer groot gamma aan commercieel beschikbare spelregels, waarvan de meest bekende ongetwijfeld de diverse spelregels van Games Workshop zijn (Warhammer, Warhammer 40K, Age of Sigmar, ...).

## Spelregels
Om een miniature wargame te spelen is een stel spelregels nodig. De spelregels bepalen hoe de spelers de troepen kunnen bewegen en hoe er gevochten wordt, maar bijvoorbeeld ook hoe het moreel van troepen wijzigt doorheen de veldslag.
De hobby kent geen vastomlijnd stel spelregels. Voor elke historische periode bestaan er meestal diverse sets van regels, die ofwel commercieel beschikbaar zijn, ofwel vrij beschikbaar zijn via het internet. Vaak zullen groepen spelers ook hun eigen set spelregels schrijven of aanvullingen maken op bestaande regels (zogenaamde house rules) die in de eigen spelersgroep gehanteerd worden. Dergelijk groot gamma aan spelregels maakt dat het moeilijk is om op competitieve leest de hobby te beoefenen. Uitzondering zijn een klein aantal succesvolle en populaire spelregels (bijvoorbeeld de Warhammer spelregels van Games Workshop), op basis waarvan her en der toernooien en competities georganiseerd worden.
Ondanks deze verscheidenheid, zijn er wel een aantal aspecten die men vrijwel in alle spelregels terugvindt: het gebruik van meetlatjes of rolmeters om de beweging van troepen over slagveld te bepalen, en het gebruik van dobbelstenen om de uitkomst van gevechten te bepalen.
Enkele bekende, commercieel gepubliceerde spelregels:
- Warhammer (fantasy)
- Warhammer 40,000 (science fiction)
- Flames of War (Tweede Wereldoorlog)
- SAGA (oudheid en middeleeuwen)
- Black Powder (18de en 19de eeuw)
- Bolt Action (Tweede Wereldoorlog)
- Frostgrave (fantasy)

## Miniaturen
Miniature wargaming wordt gespeeld met miniatuursoldaatjes (Engels: miniatures). De grootte van de soldaatjes kan sterk verschillen: er zijn miniaturen beschikbaar gaande van 2mm tot 54mm om een gewone soldaat voor te stellen. Het gebruik van een bepaalde grootte heeft beperkingen op het soort veldslag dat men wil spelen. Kleine soldaatjes zijn eerder geschikt om grote slagen na te bootsen, terwijl de grotere modellen eerder zullen gebruikt worden om kleinschalige schermutselingen te spelen. De soldaatjes die gebruikt worden voor wargaming zijn niet te verwarren met klassieke speelgoedsoldaatjes (vaak in plastic en felle kleuren), bedoeld als speelgoed voor kinderen.
De miniaturen gebruikt in wargaming zijn meestal vervaardigd uit metaal (tin-lood legering), maar (harde) plastic figuurtjes zijn ook sterk aanwezig. Ook is er een groot gamma beschikbaar van zogenaamde 'soft plastics' (buigzaam plastic), maar deze zijn minder populair omdat ze moeilijker te beschilderen zijn. Met de opkomst van 3D-printing kunnen figuurtjes ook thuis geprint worden, op basis van gedownloade ontwerpen. 
Een aantal fabrikanten (bijvoorbeeld Games Workshop) brengen figuren uit die specifiek bedoeld zijn voor de eigen gepubliceerde regelset Warhammer, maar dit is zeker niet de regel. Zeker voor de historische perioden is er weinig tot geen verband tussen enerzijds gepubliceerde spelregels en anderzijds figuren. Het is aan de wargamer om de juiste figuren te zoeken voor het type spel dat hij of zij wil spelen.
De figuren worden vrijwel steeds ongeschilderd verkocht, en het is aan de wargamer om ze te schilderen vooraleer ze gebruikt worden op de speeltafel. Voor figuurtjes gebaseerd op historische periodes tracht men uiteraard zo dicht mogelijk bij de historische realiteit te blijven m.b.t. kleur van uniformen e.d., maar voor fantasy en science fiction figuurtjes is er uiteraard meer vrijheid.

## Speelveld
In tegenstelling tot bordspelen maakt miniature wargaming geen gebruik van een spelbord. Het is aan de spelers om zelf een voorstelling van het slagveld te creëeren waarin de soldaatjes zich zullen bewegen.
Vaak wordt er gespeeld op een tafeloppervlak, waarop dan elementen zoals rivieren, gebouwen, bossen en wegen aangebracht worden. Als ondergrond wordt vaak een laken of doek gebruikt in de kleur van het gewenste terrein (groen, bruin, wit ...). Men kan bij het aankleden van de tafel zeer eenvoudig te werk gaan, bijvoorbeeld door te werken met geknipte terreinelementen uit karton. Of men kan een volledige driedimensionale voorstelling van het slagveld nabouwen. Ook voor terreinelementen bestaat er een heel commercieel gamma van wargaming producten.
De grootte van het speloppervlak hangt uiterard af van het type spel dat men wil spelen. Dit kan variëren van 60cm x 60cm voor een spel met slechts enkele figuren, tot 180cm x 240cm voor grote veldslagen met honderden figuurtjes. Grotere speloppervlakken passen uiteraard niet meer op een enkele tafel, en dan dient men gebruik te maken van meerdere tafels, de vloer of zelfs eventueel de tuin.
Omdat het speelveld zelf moet opgebouwd worden, zijn er geen aparte vakjes of afgebakende gebieden waarin de eenheden zich bevinden, zoals wel het geval is bij traditionele gezelschapsspelen zoals schaken of Risk. Daardoor is een kenmerk van miniature wargaming dat eenheden zich om het even waar op het speelveld kunnen bevinden, en per beurt een zekere afstand kunnen bewegen uitgedrukt in centimeter of inch. TIjdens het verplaatsen van eenheden worden dan meetlatten of rolmeters gebruikt.

## Schaal
Het begrip 'schaal' wordt in miniature wargaming zeer veel gebruikt en heeft uiteenlopende betekenissen.
Meestal wordt met 'schaal' de grootte van de miniatuursoldaatjes aangeduid. Men gebruikt hierbij zowel een feitelijke schaalaanduiding (bijvoorbeeld 1/300), alsook de feitelijke grootte van de soldaatjes (bijvoorbeeld 28mm). De meest populaire schalen zijn 28mm, 25mm, 20mm, 15mm, 6mm, maar ook 54mm, 42mm, 36mm, en zelfs 2mm zijn commercieel beschikbare schalen. Kleinere schalen worden dikwijls gebruikt voor tankslagen (1/300 of 1/285) of zeeslagen (1/1200, 1/3000). Sommige schalen zijn niet gespecifieerd, bijvoorbeeld indien men een slag met ruimteschepen zou uitvechten.
Een tweede schaal is op welke schaal het slagveld wordt voorgesteld. 1 cm op de tafel komt bijvoorbeeld overeen met 100 meter op het echte slagveld. Merk op dat deze afstandschaal niet noodzakelijk dezelfde is als de schaal van de miniatuurtjes. Men spreekt dan ook wel van de horizontale en de verticale schaal in een wargame. De horizontale schaal wordt gebruikt om afstanden op het slagveld weer te geven, terwijl de verticale schaal gebruikt wordt om de hoogte van de soldaatjes weer te geven. Deze beide  verschillende schalen verenigen is soms niet altijd makkelijk. Zo wenst men gebouwen of wegen visueel weer te geven in dezelfde schaal als de figuurtjes, maar dit maakt hen dan weer veel te groot volgens de horizontale terreinschaal.
Andere schalen die opduiken bij wargaming zijn de volgende:
- De tijdsschaal, of hoeveel tijd een speelbeurt voorstelt. Er zijn wargames waarbij 1 spelbeurt enkele seconden van het gevecht simuleert, maar er zijn tevens spelen waarbij dit kan oplopen tot enkele uren.
- De zogenaamde representatieschaal, die weergeeft hoeveel soldaten een enkel speelgoedsoldaatje voorstelt. Een enkel figuurtje kan immers een enkele soldaat voorstellen, maar evengoed een groep van 5 soldaten, een heel peloton, of zelfs een ganse compagnie.

Indien men belang hecht aan het historisch correct weergeven van bestaande veldslagen, is het belangrijk dat deze verschillende schalen onderling een coherent geheel vormen in de gebruikte spelregels.

## Sociale context
Miniature Wargaming wordt vaak beoefend in private spelersgroepen, die de hobby thuis beoefenen. Ook zijn er heel wat clubs actief, die meestal een speelruimte gebruiken verbonden aan een winkel die wargamingproducten verkoopt. Occasioneel beschikt een club over een eigen clublokaal.
Conventies, waar hobbyisten elkaar treffen, worden veelal door een club georganiseerd. Een conventie bevat een mix van standhouders die hobbyproducten verkopen, diverse opgestelde spelen waarin door bezoekers kan geparticipeerd worden, en toernooien.
Diverse maandbladen zijn ook beschikbaar. Meestal zijn deze Engelstalig. Voorbeelden zijn Wargames Illustrated, Miniature Wargames en Wargames Soldiers & Strategy. Dit laatste tijdschrift wordt uitgegeven in Nederland.
Ook leeft de hobby sterk via blogs en internetfora.

### Wargaming-conventies in Nederland en België
- Crisis, Antwerpen (B) (jaarlijks in november)
- Poldercon, Utrecht (NL) jaarlijks in februari
- Red Barons, Gentbrugge (B) (jaarlijks in maart of april - sinds enkele jaren vervangen door Warcon)
- Warcon, Gent (B) (jaarlijks in maart of april)
- Figz, Arnhem (NL) (jaarlijks in juni)

### Wargaming-clubs en -spelersgroepen in Nederland en België
- Tin Soldiers Of Antwerp (Antwerpen)
- The Green Knight Wargaming club (Brugge)
- Golden Goblin (Hasselt)
- De Witte Ridder (Leopoldsburg)
- Wargaming Monkeys (Leuven)
- The Red Barons (Gentbrugge)
- Murphy's Heroes (Delft)
- BOD Blades of Destruction (Utrecht)
- Hired Guns (Uden)
- Amsterdam6shooters (Amsterdam)